# Saison 2018-2019 du Paris Saint-Germain Handball
Maillots
Chronologie
Saison 2017-2018 Saison 2019-2020
Dernière mise à jour : 6 Juin 2019.
La saison 2018-2019 du Paris Saint-Germain Handball est la 31e saison du club en première division depuis 1985.
Le club commence la saison par le Trophée des champions. Dernier club à avoir entamé sa préparation, le club arrive sans ambition et se fait battre en demi-finale par Saint-Raphaël (25-26) puis par Nantes aux tirs au but. En Championnat, le PSG concède un match nul à Nîmes lors de la 4e journée mais remporte tous ses autres matchs lors de la phase aller, notamment après un mois de décembre parfait où il s'est successivement imposé face à Chambéry, à Montpellier et à Nantes. Le club ne faiblit pas lors de la phase retour et est assuré du titre de champion au terme de la 22e journée. Entre-temps, le PSG est éliminé en quart de finale de la Coupe de France par Montpellier mais s'impose une semaine plus tard face à ces mêmes montpellierains en finale de la Coupe de la Ligue pour un troisième titre consécutif dans la compétition.
En Ligue des champions, le club réalise une phase de groupe quasiment parfaite avec treize victoires pour une courte défaite d'un but à Szeged. Exempté de huitièmes de finale, le PSG retrouve en quart de finale les polonais du KS Kielce comme lors de la saison précédente. Après une fin de match fantastique, Kielce s'impose de 10 buts, écart que le PSG ne parvient pas totalement à combler lors du match retour (35-26) : pour la première fois depuis 2015, le club n'atteint donc pas la finale à quatre et ne parvient donc toujours pas à inscrire son nom au palmarès de la plus prestigieuse des compétitions.

## Pré-saison

### Transferts
| Nom                 | Nom                     | Poste              | Provenance/Destination | Provenance/Destination | Durée           |
| Arrivées            |                         |                    |                        |                        |                 |
|                     | Raúl González Gutiérrez | Entraîneur         |                        | RK Vardar Skopje       | 3 ans           |
|                     | Jota González (en)      | Entraîneur-adjoint |                        | CB Logroño             | 3 ans           |
|                     | Henrik Toft Hansen      | Pivot              |                        | SG Flensburg-Handewitt | 2 ans           |
|                     | Viran Morros            | Pivot              |                        | FC Barcelone           | 2 ans           |
|                     | Kim Ekdahl du Rietz     | Arrière gauche     |                        | Rhein-Neckar Löwen     | 2 ans           |
| Départs             |                         |                    |                        |                        |                 |
| /                   | Zvonimir Serdarušić     | Entraîneur         | fin de carrière        | fin de carrière        | fin de carrière |
|                     | Staffan Olsson          | Entraîneur-adjoint | Inconnu                | Inconnu                | Inconnu         |
|                     | Daniel Narcisse         | Demi-centre        | fin de carrière        | fin de carrière        | fin de carrière |
| /                   | Jovo Damjanović         | Pivot              |                        | RK Železničar Niš      | 2 ans           |
|                     | Henrik Møllgaard        | Arrière            |                        | Aalborg Håndbold       | 3 ans           |
|                     | Jesper Nielsen          | Pivot              |                        | Rhein-Neckar Löwen     | 3 ans           |
| Prolongations       |                         |                    |                        |                        |                 |
|                     | Thierry Omeyer          | Gardien            | 1 an                   | 1 an                   | 1 an            |
|                     | Mikkel Hansen           | Arrière gauche     | 3 ans                  | 3 ans                  | 3 ans           |
| Premier contrat pro |                         |                    |                        |                        |                 |

### Effectif
Note : Est indiqué comme étant en sélection nationale tout joueur ayant participé à au moins un match avec une équipe nationale lors de la saison 2017-2018.

## Compétitions

### Trophée des Champions
Le Trophée des champions s'est déroulé les 1 et 2 septembre 2018 dans L'Axone de Montbéliard.
| Tour                                  | Date       | Diffusion TV | Club recevant       | Score              | Club visiteur     | Rapport          |
| Demi-finale                           | 01.09.2018 |              | Paris-Saint-Germain | 25 - 26            | Saint-Raphaël VHB | Feuille de match |
| Match pour la 3e place                | 02.09.2018 |              | Paris-Saint-Germain | 45 - 46 (11-12tab) | HBC Nantes        | Feuille de match |
| Le PSG Handball est classé quatrième. |            |              |                     |                    |                   |                  |

### Coupe de la Ligue
| Tour                    | Date       | Diffusion TV | Club recevant       | Score   | Club visiteur       | Rapport          |
| Exempté de premier tour |            |              |                     |         |                     |                  |
| 1/8                     | 20.10.2018 |              | Paris-Saint-Germain | 34 - 23 | Dunkerque HGL       | Feuille de match |
| 1/4                     | 12.12.2018 |              | Paris-Saint-Germain | 34 - 30 | HBC Nantes          | Feuille de match |
| 1/2                     | 16.03.2019 |              | Paris-Saint-Germain | 27 - 22 | US Ivry HB          | Feuille de match |
| Finale                  | 17.03.2019 |              | Montpellier HB      | 25 - 31 | Paris-Saint-Germain | Feuille de match |
| VAINQUEUR (3e victoire) |            |              |                     |         |                     |                  |

La phase finale (Final Four) se déroule au cours d'un même week-end, les 16 et 17 mars 2019, dans la Antarès, au Mans

### Coupe de France
| Tour                                       | Date       | Diffusion TV | Club recevant            | Score   | Club visiteur       | Rapport          |
| 16e                                        | 16.12.2018 |              | Dijon Métropole Handball | 25 - 29 | Paris Saint-Germain | Feuille de match |
| 8e                                         | 10.02.2019 |              | Tremblay-en-France HB    | 32 - 34 | Paris Saint-Germain | Feuille de match |
| 1/4                                        | 10.03.2019 |              | Montpellier Handball     | 32 - 31 | Paris Saint-Germain | Feuille de match |
| Le PSG Handball est éliminé en 1/4 Finale. |            |              |                          |         |                     |                  |

| Légende : | : La chaîne l'Équipe |  |

### Championnat
| Journée             | Date       | Diffusion TV | Club recevant        | Score   | Club visiteur        | Classement (sur 14) | Rapport          |
| MATCHS ALLERS       |            |              |                      |         |                      |                     |                  |
| J1                  | 05.09.2018 |              | Paris-Saint-Germain  | 38 - 21 | US Ivry HB           | 1er                 | Feuille de match |
| J2                  | 12.09.2018 |              | Istres Provence HB   | 24 - 31 | Paris-Saint-Germain  | 1er                 | Feuille de match |
| J3                  | 19.09.2018 |              | Paris-Saint-Germain  | 32 - 29 | St-Raphaël VHB       | 1er                 | Feuille de match |
| J4                  | 26.09.2018 |              | USAM Nîmes Gard      | 28 - 28 | Paris-Saint-Germain  | 3e                  | Feuille de match |
| J5                  | 03.10.2018 |              | Paris-Saint-Germain  | 38 - 25 | Pontault-Combault HB | 3e                  | Feuille de match |
| J6                  | 10.10.2018 |              | Paris-Saint-Germain  | 36 - 30 | Fenix Toulouse       | 3e                  | Feuille de match |
| J8                  | 07.11.2018 |              | Paris-Saint-Germain  | 31 - 27 | Pays d'Aix UCH       | 3e                  | Feuille de match |
| J9                  | 14.11.2018 |              | Dunkerque HGL        | 20 - 27 | Paris-Saint-Germain  | 3e                  | Feuille de match |
| J10                 | 21.11.2018 |              | Paris-Saint-Germain  | 30 - 25 | Tremblay HB          | 3e                  | Feuille de match |
| J11                 | 28.11.2018 |              | Cesson Rennes MHB    | 19 - 29 | Paris-Saint-Germain  | 3e                  | Feuille de match |
| J12                 | 05.12.2018 |              | Paris-Saint-Germain  | 26 - 22 | Chambéry SMB HB      | 2e                  | Feuille de match |
| J7                  | 09.12.2018 |              | Montpellier HB       | 24 - 32 | Paris-Saint-Germain  | 1er                 | Feuille de match |
| J13                 | 19.12.2018 |              | HBC Nantes           | 29 - 30 | Paris-Saint-Germain  | 1er                 | Feuille de match |
| MATCHS RETOURS      |            |              |                      |         |                      |                     |                  |
| J14                 | 13.02.2019 |              | Paris-Saint-Germain  | 30 - 23 | Dunkerque HGL        | 1er                 | Feuille de match |
| J15                 | 20.02.2019 |              | Fenix Toulouse       | 30 - 35 | Paris-Saint-Germain  | 1er                 | Feuille de match |
| J16                 | 27.02.2019 |              | Tremblay HB          | 23 - 34 | Paris-Saint-Germain  | 1er                 | Feuille de match |
| J17                 | 06.03.2019 |              | Paris-Saint-Germain  | 34 - 29 | HBC Nantes           | 1er                 | Feuille de match |
| J18                 | 20.03.2019 |              | Chambéry SMB HB      | 21 - 30 | Paris-Saint-Germain  | 1er                 | Feuille de match |
| J19                 | 27.03.2019 |              | Paris-Saint-Germain  | 44 - 29 | Istres Provence HB   | 1er                 | Feuille de match |
| J20                 | 03.04.2019 |              | US Ivry HB           | 24 - 37 | Paris-Saint-Germain  | 1er                 | Feuille de match |
| J21                 | 20.04.2019 |              | Paris-Saint-Germain  | 33 - 26 | Montpellier HB       | 1er                 | Feuille de match |
| J22                 | 08.05.2019 |              | Pays d'Aix UCH       | 20 - 29 | Paris-Saint-Germain  | 1er                 | Feuille de match |
| J23                 | 15.05.2019 |              | St-Raphaël VHB       | 33 - 31 | Paris-Saint-Germain  | 1er                 | Feuille de match |
| J24                 | 22.05.2019 |              | Paris-Saint-Germain  | 41 - 29 | USAM Nîmes Gard      | 1er                 | Feuille de match |
| J25                 | 29.05.2019 |              | Pontault-Combault HB | 23 - 39 | Paris-Saint-Germain  | 1er                 | Feuille de match |
| J26                 | 05.06.2019 |              | Paris-Saint-Germain  | 29 - 20 | Cesson Rennes MHB    | 1er                 | Feuille de match |
| CHAMPION (6e titre) |            |              |                      |         |                      |                     |                  |

| Légende : | Victoire |  |  | Nul |  |  | Défaite |  |  | Score du club |  | : BeIn Sports |  | Champion de France |  |

Buts marqués par journée
Ce graphique représente le nombre de buts marqués lors de chaque journée du championnat.

### Ligue des champions
| Phase de groupe (Groupe B)                   | HC Motor Zaporijia                    | 12.09.2018                            | (E) 29 - 35                           | 03.03.2019                            | (D) 31 - 25                           | Cf. Article dédié                     |  |  |  |
| Phase de groupe (Groupe B)                   | RK Celje                              | 23.09.2018                            | (D) 33 - 21                           | 24.02.2019                            | (E) 32 - 36                           | Cf. Article dédié                     |  |  |  |
| Phase de groupe (Groupe B)                   | RK Zagreb                             | 29.09.2018                            | (E) 21 - 32                           | 17.02.2019                            | (D) 33 - 28                           | Cf. Article dédié                     |  |  |  |
| Phase de groupe (Groupe B)                   | HBC Nantes                            | 06.10.2018                            | (D) 35 - 34                           | 07.02.2019                            | (E) 31 - 35                           | Cf. Article dédié                     |  |  |  |
| Phase de groupe (Groupe B)                   | Skjern Håndbold                       | 14.10.2018                            | (E) 24 - 26                           | 01.12.2018                            | (D) 38 - 28                           | Cf. Article dédié                     |  |  |  |
| Phase de groupe (Groupe B)                   | SC Pick Szeged                        | 04.11.2018                            | (D) 33 - 31                           | 24.11.2018                            | (E) 33 - 32                           | Cf. Article dédié                     |  |  |  |
| Phase de groupe (Groupe B)                   | SG Flensburg-Handewitt                | 10.11.2018                            | (D) 29 - 28                           | 14.11.2018                            | (E) 20 - 27                           | Cf. Article dédié                     |  |  |  |
|                                              |                                       |                                       |                                       |                                       |                                       |                                       |  |  |  |
| 1/8 de finale                                | Exempté en tant que premier du groupe | Exempté en tant que premier du groupe | Exempté en tant que premier du groupe | Exempté en tant que premier du groupe | Exempté en tant que premier du groupe | Exempté en tant que premier du groupe |  |  |  |
| 1/4 de finale                                | KS Kielce                             | 24.04.2019                            | (E) 34 - 24                           | 01.05.2019                            | (D) 35 - 26                           | feuilles de match                     |  |  |  |
| Le PSG Handball est éliminé en quart-finale. |                                       |                                       |                                       |                                       |                                       |                                       |  |  |  |

| Légende : | Victoire |  |  | Nul |  |  | Défaite |  |  | (D) : match à domicile |  | (E) : match à l'extérieur |